# مرصد كيك

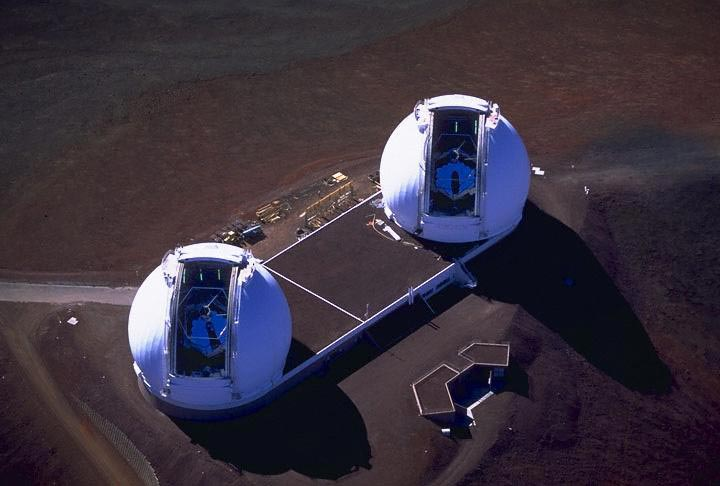
مرصد كيك يتكون من مرصدين

مرصد دبليو. إم. كيك غالباً ما يعرف بـ مرصد كيك، (بالإنجليزية: W. M. Keck). هو عبارة عن مرصدين يقعان على ارتفاع 4.145 م على قمة ماونا كيا في هاواي. المرايا الرئيسية لكلا المرصدين يبلغ قطرها 10 متر مما يجعلهما أكبر مرصدين بصريين في العالم.
تم بنائه بعد أن منح هاورد ب. كيك رئيس مؤسسة دبليو. إم كيك مبلغ 70 مليون دولار للقيام بتصميم المرصد وإنشائه. تم بناء المرصد الأول «كيك I» في عام 1993 والثاني «كيك II» في عام 1996.

## اقرأ أيضا
- مرصد بارانال
- مرصد هابل الفضائي
- مرصد ديناميكا الشمس
- التلسكوب العظيم VLT
- مصفوف المراصد العظيم VLA
- بصريات نشيطة
- بصريات مكيفة
- كوكب كابيتين بي
- كوكب LkCa 15b
- مرصد ويبل
- أحداث الاصطدام على كوكب المشتري

## وصلات خارجية
- مرصد دبليو. إم. كيك (موقع رسمي)
- مرصد مونا كيا (موقع رسمي)